# 世界ラジオの日
世界ラジオの日（せかいラジオのひ）、ないし、世界ラジオデー（せかいラジオデー、英語: World Radio Day）は、国際連合教育科学文化機関 (UNESCO) によって2月13日と定められた、国際デー。1946年2月13日に、国際放送ラジオである国際連合放送が開始されたことを記念する日として、2012年に国際連合総会で採択された。

## 制定の経緯
2010年9月20日にスペイン・ラジオ・アカデミーから提起された要請を受け、スペインは国際連合教育科学文化機関（ユネスコ）理事会に、世界ラジオの日の宣言を議題に上げることを提案した。2011年9月29日、ユネスコ理事会は、「世界ラジオの日」の宣言に関する議題を、暫定議題に追加した。アラブ諸国放送連合 (ASBU)、アジア太平洋放送連合 (ABU)、アフリカ放送連合 (AUB)、カリブ放送連合 (CBU)、欧州放送連合 (EBU)、国際放送協会 (International Association of Broadcasting, IAB)、北米放送連盟 (NABA)、イベロアメリカ電気通信機構 (Organization de Telecommunications Iberoamericanas, OTI)、BBC、国際ラジオテレビ連盟（Union Radiophonique et Télévisuelle Internationale, URTI）、バチカン放送などから好意的な反応と公式の支持を得て、この提案は承認された。
2月13日が正式な記念日として提唱されたのは、「1946年のこの日に国際連合が国連ラジオの概念全体を確立した」からであった。理事会は、ユネスコの事務局長に対し、この決議を国際連合事務総長に通告し、世界ラジオの日が総会でも承認されて組織全体で祝われるよう求めた。その後、この件はユネスコ総会で扱われ、ファイル 36 C/63 の決議が採択された。2011年11月、世界ラジオの日は、ユネスコの全加盟国の満場一致で宣言された。
2012年には、国際連合総会においても採択された。

## 最初の世界ラジオの日
2012年の最初の世界ラジオの日には、ライフライン・エナジー、フロントラインSMS、SOASラジオ、エンパワー・ハウスなどが関わって、ロンドンでセミナーが開催された。SOASには、多様な実務家、学者、機器提供者などが参加して、最も辺鄙で脆弱な地域社会までラジオを届ける方法を検討した。講演者の中には、ガイ・ベルガー（Guy Berger、ユネスコにおける、表現の自由とメディア開発担当ディレクター)、チェゲ・ギティオラ博士（Dr. Chege Githiora、SOAS アフリカ研究センター長）、ブリギッテ・ジャロフ（Brigitte Jallov、エンパワー・ハウス/パノス・ロンドン）、エイミー・オドネル（Amy O'Donnell、FrontlineSMS ラジオ）、カルロス・チリノス（Carlos Chirinos、SOAS ラジオ）、リンジェ・マニョゾ（Linje Manyozo（LSE）が含まれていた。このパネルのモデレーターは、ルーシー・デュラン（SOAS、BBC Radio 3、『Human Planet』）が務めた。イタリアのピサ大学では、2012年2月13日に世界ラジオの日を記念する公開イベントが開催された。このイベントはイタルラジオと工学・電気通信学部が主催し、情報源としてのラジオの使用が、安価で簡便であることに焦点が当てられた。
2012年2月21日には、スペインのバルセロナで、カタルーニャ電気通信技術者カレッジ (COETTC) の主催により、世界ラジオの日を記念する公開イベントが開催された。このイベントはカタルーニャ州政府の援助を受けて開催された。メイン・イベントは、「よりグローバルで競争力のあるラジオを目指して」と題されたパネルディスカッションであった。スイスでは、欧州放送連合がデジタルラジオ週間を組んだ。これは、2012年2月13日に開始された一連の技術イベントで、ラジオ技術の標準化を担う主要な機関である、DRMコンソーシアム、WorldDMB、RadioDNS）が参加した。DAB+による局地的なデジタル送信も行われ、オープンソースソフトウェアによるラジオ技術である CRC mmb Tools を用いた、小規模な対象範囲への送信の民主化を実演した。
バングラデシュのラジオとコミュニケーションのためのNGOネットワーク（Bangladesh NGOs Network for Radio and Communication, BNNRC）は、ローカル放送、全国放送のレベルの違いを問わず、公共放送、商業放送、コミュニティ放送と協力して、2月13日の世界ラジオの日の遵守を推進している。この目的のため、バングラデシュでは、世界ラジオの日遵守全国委員会（The World Radio Day Observation National Committee）が設立された。

## 各年の主題
- 2013年：Radio in the first half of the 20th century
- 2014年：Gender equality in radio
- 2015年：Youth and radio
- 2016年：Radio in Times of Disaster and Emergency「緊急事態と惨事におけるラジオ」[14]
- 2017年：The Radio Is You「ラジオ、それはあなた」[15]
- 2018年：Radio & Sports「ラジオとスポーツ」[16]
- 2019年：Dialogue, tolerance and peace「対話、寛容と平和」[17]
- 2020年：Diversity 「放送と多様性」[18]
- 2021年：New World, New Radio
- 2022年：Radio and Trust「ラジオと信頼」[19]
- 2023年：Radio & Peace「ラジオと平和」[20]
- 2024年：Radio: A Century of Informing, Entertaining and Educating
- 2025年：Radio and Climate Change[21]「ラジオと気候変動」[1]